# 内田順久
内田 順久（うちだ よりひさ、1960年3月5日 - ）は、日本のアニメーター、キャラクターデザイナー。神奈川県横浜市出身。

## 経歴
高校時代からアニメファンが高じて、頻繁にアニメ制作スタジオへ遊びに行っていた身だったが、大学1年の時にテレビアニメ『未来ロボ ダルタニアス』の長浜忠夫監督から「そんなに好きならやってみたら」といきなり動画を任され、デビュー。この時に担当したのがメカシーンだったことからそれが得意となり、『機動戦士Ζガンダム』ではプロデューサーからメカニカル作画監督を任せられるようになる。以後、しばらくは日本サンライズ作品が仕事の中心となった。
しかし、『機動戦士ガンダムΖΖ』と平行する形で同僚の牧野行洋と共に制作したアダルトアニメ『リヨン伝説フレア』では、メカニックではなくキャラクターデザインに初挑戦。結果、本作はアニメーション制作を担当したAICの実力もあってその高い作画クオリティと、豪華声優陣の実名出演が話題となった。また、これがきっかけで内田自身のキャラクター作画も注目されるようになり、『獣神ライガー』や『機甲警察メタルジャック』といった一般作のキャラクターデザインを担当。特に後者は作品人気と相俟って、美形キャラクターが女性ファンにも一目置かれる存在となった。

## 主な作品

### 監督
- ガイ -妖魔覚醒-（1988年）
- リヨン伝説フレア2・禁断の惑星（1990年）
- 癒してあげルン、西遊記（2007年） ※企画・プロデューサーも兼任

### キャラクターデザイン
- リヨン伝説フレア（1986年）
- 獣神ライガー（1989年）
- 機甲警察メタルジャック（1991年）
- ときめき麻雀パラダイス〜DEAR MY LOVE〜（1997年）※アーケードゲーム
- 70年代風ロボットアニメ ゲッP-X（1999年）
- SDガンダム GGENERATION モノアイガンダムズ（2002年）

### その他
- 無敵ロボ トライダーG7（動画）
- 聖戦士ダンバイン（原画）
- プラレス3四郎（原画）
- 巨神ゴーグ（原画）
- 機動戦士Ζガンダム（メカニカル作画監督）
- 機動戦士ガンダムΖΖ（メカニカル作画監督・#46作画監督）
- 学園特捜ヒカルオン（原画）
- 機甲戦記ドラグナー（メカニカル作画監督）
- 宇宙の戦士（メカニカル作画監督）
- 機動戦士ガンダム 逆襲のシャア（原画）
- 機動戦士ガンダムF91（原画）
- 沈黙の艦隊2（メカニカル作画監督）
- 獣戦士ガルキーバ（作画監督）
- 新世紀GPXサイバーフォーミュラシリーズ
  - 新世紀GPXサイバーフォーミュラ 11（作画監督）
  - 新世紀GPXサイバーフォーミュラ ZERO（作画監督）
- Weiß kreuz（作画監督）
- フルメタル・パニック!（作画監督）
- G-onらいだーす（作画監督）
- マシュランボー（作画監督）
- リングにかけろ（作画監督）
- 神無月の巫女（#9作画監督）
- 兄嫁はいじっぱり（プロデューサー）
- 鋼鉄の魔女アンネローゼ（プロデューサー）